# とうろう流しと大花火大会
とうろう流しと大花火大会（とうろうながしとだいはなびたいかい）は、福井県敦賀市の市営松原海水浴場（気比松原にある海水浴場）で毎年8月16日に行われる花火大会であり、敦賀花火大会（つるがはなびたいかい）と呼ばれることもある。なお、この花火大会では毎年1万発前後の花火が打ち上げられる。

## 概要
戦没者を慰霊するため、1950年（昭和25年）から毎年1回開催されている。とうろう流し（送り火の一種）の後、花火大会が開催される（進行を参照）。
この花火大会は、県内外あわせて約10万人（多い時で約20万人）が来場し、周辺が非常に混雑するため、警備の体制が強化される。自動車の乗り入れ規制はもちろんのこと、松林を縦断して浜辺に行く道路が狭いためバイクや自転車で通行することも危険なため、会場へは徒歩以外で入場することができない。
近年はこの大会の知名度が上がり、敦賀市周辺に限らず近隣の各地域・地方からも観光客が来場するようになったため、浜辺はレジャーシートで埋め尽くされる状況にある。なお、打ち上げ花火は（敦賀の扇状地地形を活かすことで）金ヶ崎緑地、天筒山などから見物することもできる。
なお、2019年（平成31年・令和元年）から台風など自然災害や新型コロナウイルスにより、2023年（令和5年）まで5年連続で中止（ここまでは原則予備日なし）となったが、2024年（令和6年）は北陸新幹線金沢 - 敦賀間の延伸開業に伴い、来場者の増加を見越して予備日（同年8月24日）を設けて開催し、観光客の誘致に努めることにした。

## 進行
このイベントの流れは下記のとおり。開催時刻は目安となるため、進行状況によっては多少前後する可能性がある。
- 18時30分[3] - とうろう流し
  - 複数人の僧侶による読経が行われ、とうろう[新聞 5]を流して戦没者や先祖を供養する。この時に敦賀市長と実行委員会からの挨拶がある。なお、とうろうは事前に販売が行われる（有料）[3][新聞 5]。
- 19時30分[3] - 大花火大会
  - 打ち上げ花火（20号玉（二尺玉）の特大花火もある）、スターマイン、水上花火（海上自爆）に限らず、「メッセージ花火」（後述）、「個人花火」、「動物花火」（キャラクターに似せた技巧を凝らした花火）、「芸術花火」という題目で多数ある[1]。

備考
- 花火大会は、司会の掛け声を元にカウントダウンで始まる。近年ではレーザー光線や音響を駆使した大規模な舞台装置も設置されている。
- 打ち上げ場所は1ヵ所または2ヵ所に集中していたが、現在では7ヵ所と増えて幅広となった。この花火大会で打ち上げる花火は1万発前後で、約1時間から1時間半掛けて打ち上げが行われる。
- メッセージ花火は「誰かに伝えたいメッセージ」を募集し、それをアナウンスと共に打ち上げる花火であるが、参加費が別途必要となる（募集枠に制限があるため、申込者多数の場合は抽選）。

## テーマ年表
第50回（1999年）以降の各年度の花火大会のテーマと内容は以下のとおりである。なお、「＃おうちで敦賀花火」と題した回に関する解説は後述する。
| 年   | 回 | 打上げ数 | とうろう数 | テーマ                                            | 内容・備考 |
| ---- | -- | -------- | ---------- | ------------------------------------------------- | --- |
| 1999 | 50 | 7,000    | 5,000      | －                                                | サーチライトを織り交ぜ水と音と光のファンタジックな花火                                                                            |
| 2000 | 51 | 10,000   | 5,000      | －                                                | 水中花火、スターマイン、水と音と光のファンタジー                                                                                  |
| 2001 | 52 | 12,000   | 5,000      | 2001年宇宙への旅                                  | 「メッセージ花火」を開始（花火とともにメッセージ(お祝い、記念日など)を読み上げる企画）                                            |
| 2002 | 53 | 12,000   | 6,000      | 水と音と光のファンタジー                          | |
| 2003 | 54 | －       | －         | 水と音と光のファンタジー                          | |
| 2004 | 55 | 12,000   | 6,000      | 音と光のファンタジー 〜敦賀名花劇場〜             | 五輪花火、欧州の新作花火、大玉花火の連続打上げ                                                                                    |
| 2005 | 56 | 12,000   | 6,000      | 敦賀・夜空の花博 〜天井のないパビリオン〜         | カウントダウン花火、音楽に合わせた花火、スターマイン                                                                              |
| 2006 | 57 | 12,000   | 6,000      | 敦賀・千一夜物語 〜今宵敦賀で夢気分〜             | カウントダウン花火、芸術花火、JR直流化記念花火（滝仕掛花火、車輪花火）                                                            |
| 2007 | 58 | 12,000   | 6,000      | 敦賀・花火レビュー 〜華麗なる夢の世界〜           | 市制70周年記念、7種7段花火、クロスウェーブ、オーロラ花火、20号玉5発同時打ち                                                       |
| 2008 | 59 | 13,000   | 6,000      | TSURUGA★STAR LIGHT ADVENTURE 〜ひと夏の大冒険〜   | 仕掛け花火「火車」「海上じゅうたん」、7方向打ち上げ、20号玉6連発                                                                  |
| 2009 | 60 | 13,000   | 6,000      | 敦賀大航海時代 〜幻の黄金郷を探せ〜               | 敦賀港開港110周年記念、虹色スターマイン、ミュージック花火、ハナビ・ボルケーノ、20号玉3ヶ所同時打ち                                |
| 2010 | 61 | 13,000   | 6,000      | 〜和〜                                            | 芸術花火、音楽花火、地割れ花火、4台船同時打ち、10方向打ち                                                                         |
| 2011 | 62 | 13,000   | 6,000      | 絆 〜敦賀から光を〜                               | 「お市の方と江たち三姉妹」のイメージ花火、東北花火職人の花火                                                                      |
| 2012 | 63 | 13,000   | 6,000      | 敦賀・大いなる旅路 〜それは想像を超える感動体験〜 | 鉄道と港フェスティバル記念、ドラゴンコースター、地割れ花火、20号玉打上げ                                                          |
| 2013 | 64 | －       | －         | COLOR 〜敦賀を色彩で歩こう〜                      | 花換まつり100年記念、桜をイメージした花火、「光のファイヤーアート」                                                               |
| 2014 | 65 | 13,000   | －         | 〜13,000発＋本気〜                                | |
| 2015 | 66 | －       | －         | ツルガハナビ 〜港まち浪漫〜                       | 赤レンガ倉庫リニューアルオープン記念、こども夢花火、2尺玉3ヶ所同時打上げ、尺玉斜め打ち、地割り花火                                |
| 2016 | 67 | －       | －         | 敦賀のキズナ 〜ココロで感じる感動体験〜           | 大谷吉継がテーマ、スターマイン、大玉100発連続打上げ                                                                               |
| 2017 | 68 | 13,000   | －         | アクアファンタジア                                | 市制80周年記念、花火業者4社の20号玉競演、長さ1 kmのスターマイン                                                                   |
| 2018 | 69 | 13,000   | －         | 敦賀MODE 〜はぴりゅうと発信！敦賀の魅力〜         | 福井国体・障スポ開催記念、スターマイン、ヨーロッパの花火、2尺玉                                                                   |
| 2019 | 70 | 中止     | －         | 光の航路 〜みなとつくる未来〜                     | （台風10号の影響により中止） |
| 2020 | 71 | 中止     | 2,000      | －                                                | - 新型コロナウイルス感染拡大防止ため、花火は中止（とうろう流しのみ実施） - （「＃おうちで敦賀花火」というCG花火動画をネット配信） |
| 2021 | 72 | 中止     | 2,000      | －                                                | - 新型コロナウイルス感染拡大防止ため、花火は中止（とうろう流しのみ実施） - （「＃おうちで敦賀花火」というCG花火動画をネット配信） |
| 2022 | 73 | 中止     | －         | わたる 〜未来を望む鉄道と港のまち〜               | （規模を縮小して開催する予定であったが、急な天候の変化によって落雷の危険性が高くなったため中止）                                  |
| 2023 | 74 | 中止     | 6,000      | 〜敦賀ひかりの華暦（はなごよみ）〜                | （台風7号の影響により花火は中止。とうろう流しのみ開催）                                                                           |
| 2024 | 75 | 10,000   | 6,000      | かがやきの、その先へ-敦賀と未来をつなぐ光-        | 北陸新幹線敦賀開業と敦賀市の鉄道の今昔を基にしたプログラムを開催（同年は予備日を設けて開催）                                      |

## ギャラリー

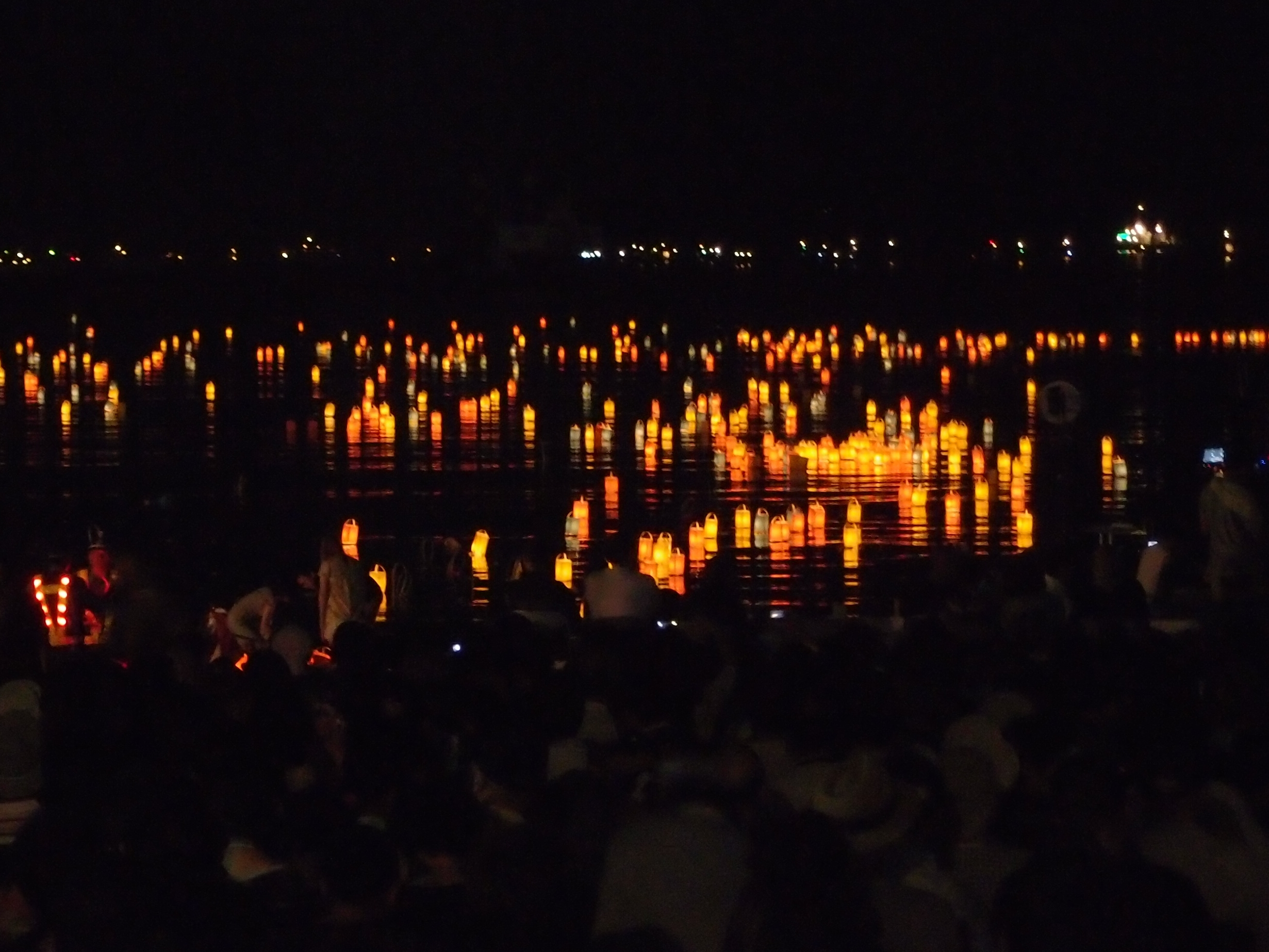
とうろう流し（2011年）
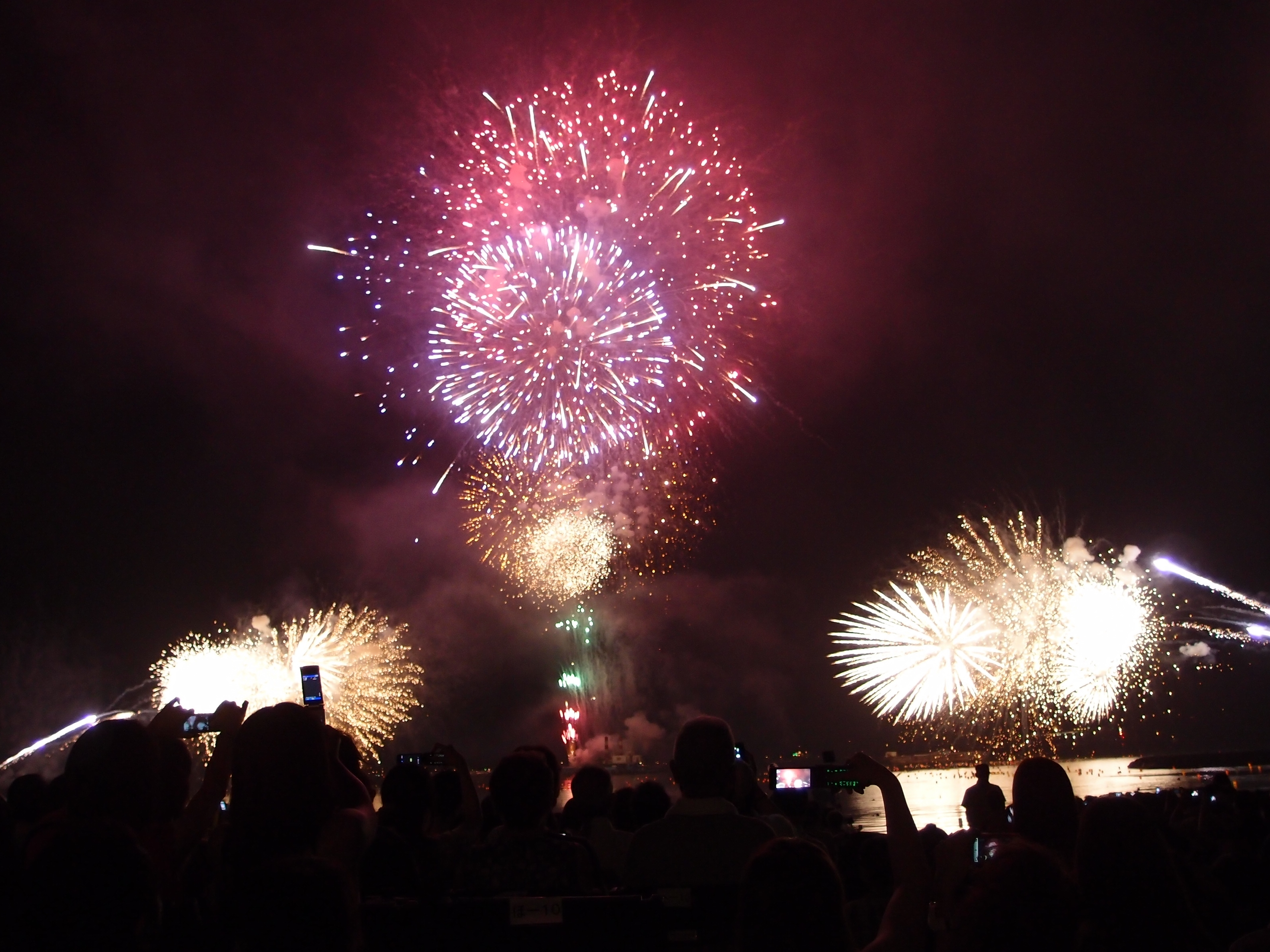
打上花火（2011年）
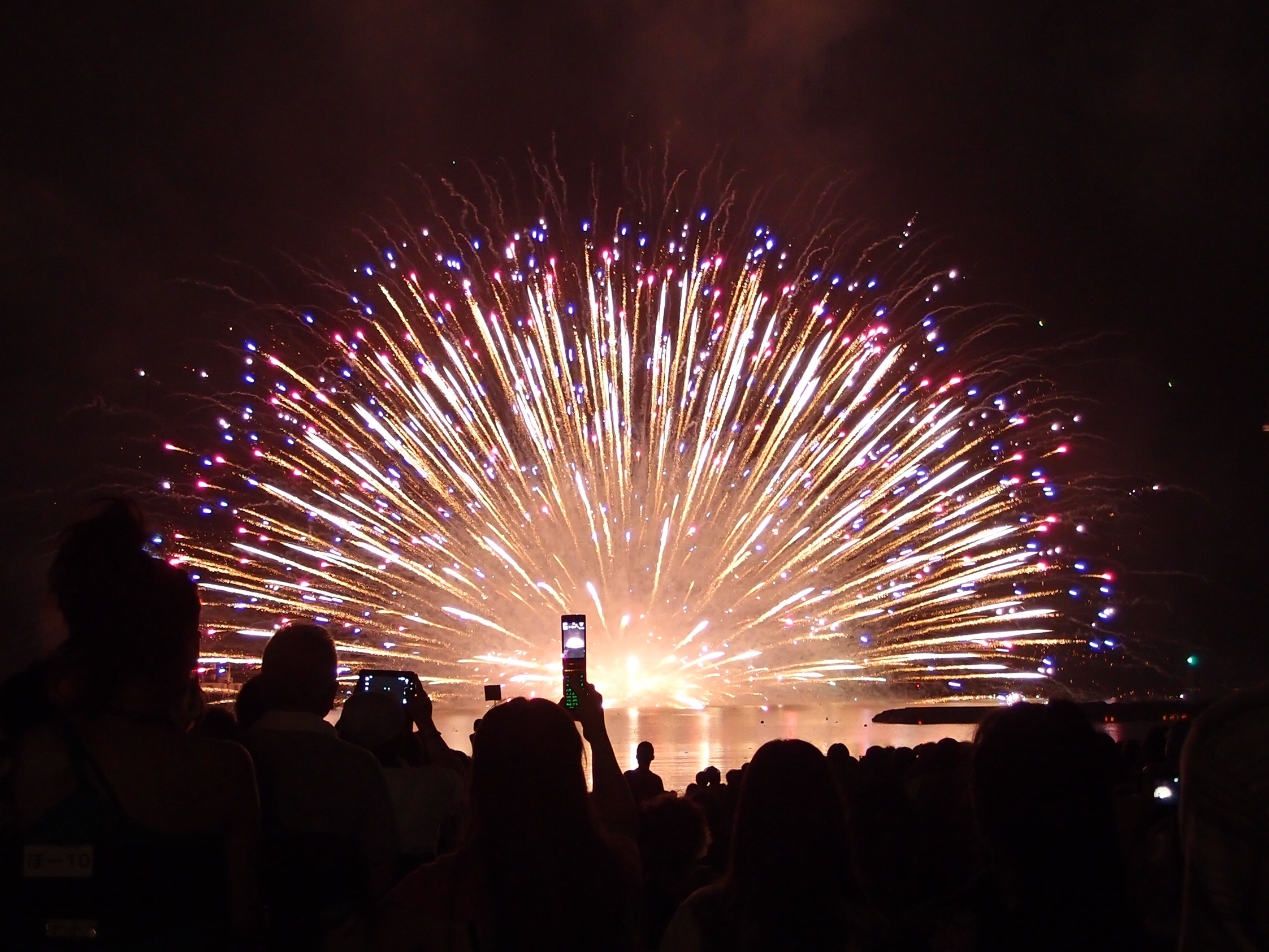
水中花火（2011年）

## アクセス
備考
- 通行規制（先述）によって車両（自転車などの二輪を含む）の乗り入れがすべて規制されるため、付近の臨時駐車場を利用しなければならない[3]。
- 開催当日は会場付近への無料シャトルバスが運行される[3]。

## おうちで敦賀花火
新型コロナウイルスへの感染拡大を防ぐため、2020年と2021年は花火大会を中止し、「＃おうちで敦賀花火」と題したCG花火のミニ動画（約15分の動画で、5,000発の花火が打ち上がる）がネット配信された。8月16日の19時30分（花火大会の開催日と同じ日の同時刻）からライブ配信が行われた後、アーカイブ配信が行われている。なお、「＃おうちで敦賀花火」と題して開催された年とその花火大会のテーマは下記のとおり。
- 2020年 - 「鉄道と港のまちつるが〜未来につながるRailroad」[8]
- 2021年 - 「敦賀港だからこそ伝えられる“命”と“平和”」[9]

## その他
- 第59回（2008年）では、開催当日に敦賀FM放送（ハーバーステーション）の番組が会場で流された。これは、観客の花火待ち時間のストレスを解消する目的を兼ねるものだった[要出典]。
- 第72回（2021年）は大会自体は中止となったが、敦賀市民を元気づけるために約1,500発のサプライズ花火が打ち上げられた[新聞 7]。